# Cabomba
Cabomba Aubl., 1775 è un genere di piante della famiglia delle Cabombaceae.

## Tassonomia
Comprende le seguenti specie:
- Cabomba aquatica Aubl.
- Cabomba caroliniana A. Gray
- Cabomba furcata Schult & Schult. f.
- Cabomba haynesii Wiersema
- Cabomba palaeformis Fassett
- Cabomba schwartzii Rataj